# 亞洲理工學院

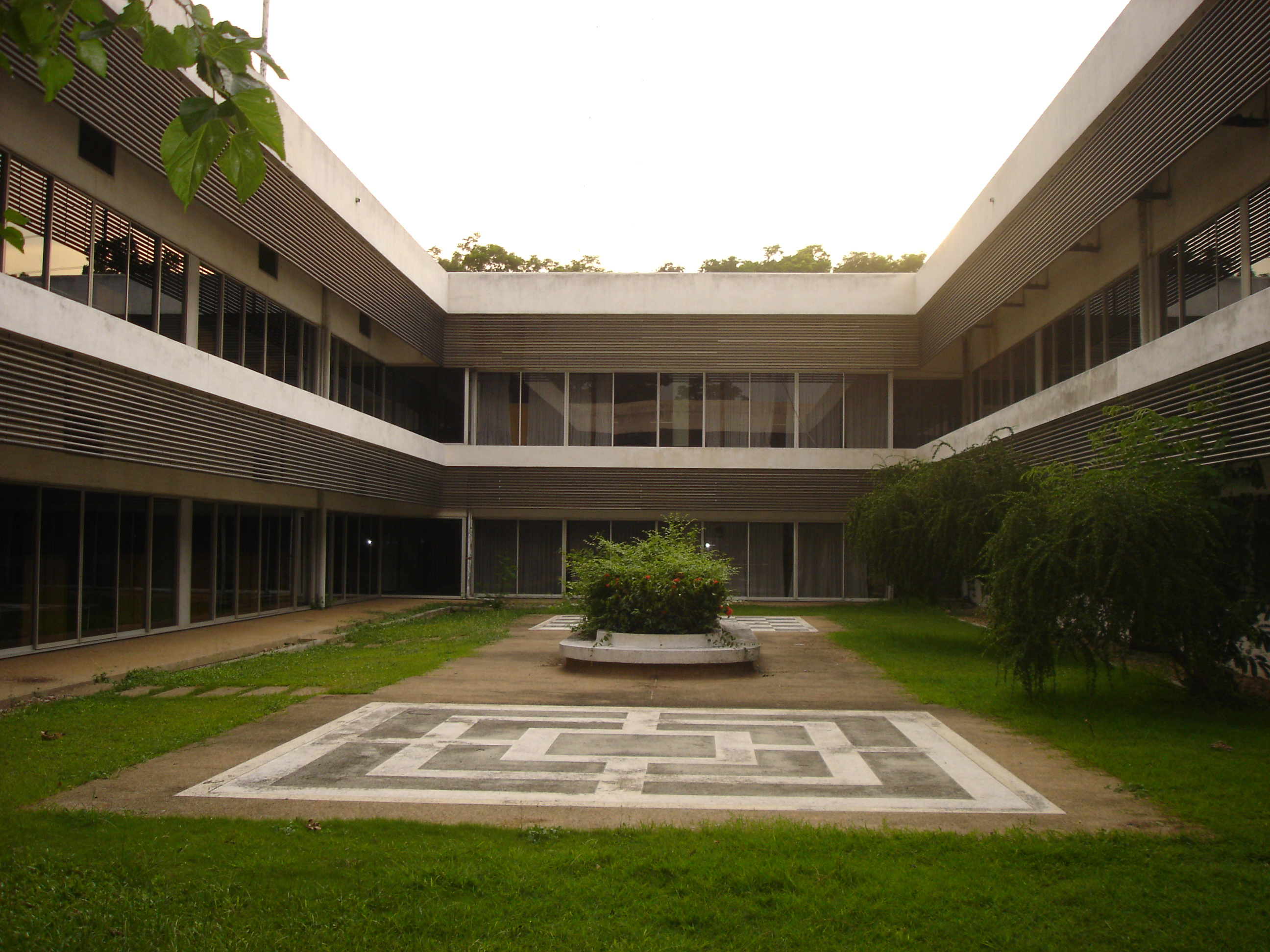
亞洲理工學院圖書館

亞洲理工學院（英語：Asian Institute of Technology，簡稱AIT），是一所位於泰國巴吞他尼府的大學，創立於1959年，在1967年11月正式使用學院之名稱。AIT是一所研究所大學，只招收研究生並以全英語授課，特別的是該校由多國共同出資建立並被視為國際組織。

## 歷史

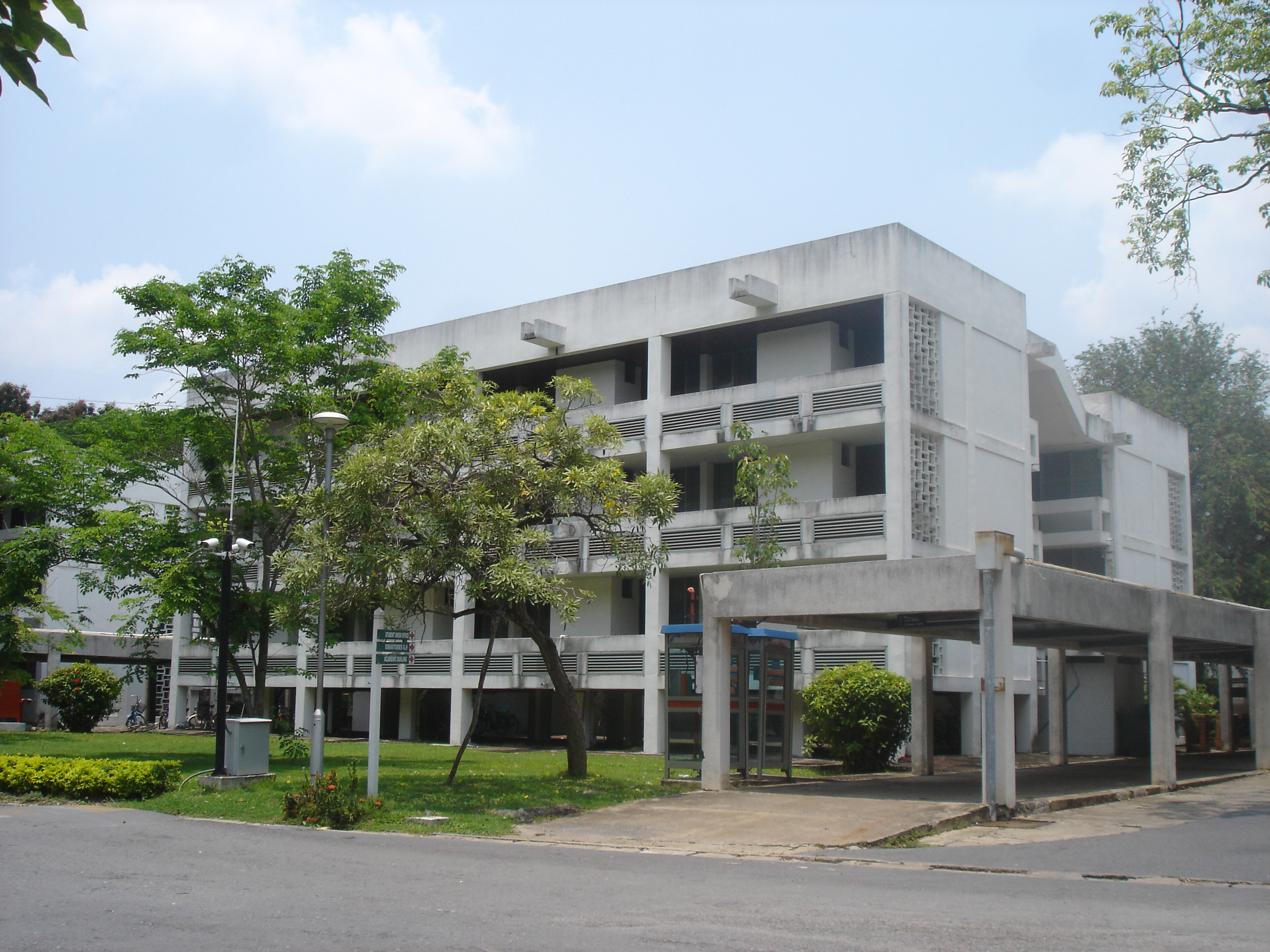
學生宿舍

1959年，美國集結了英國、德國、法國、加拿大、澳大利亞、日本等國的學者共同參與對東南亞的「國際援外專案」，由二十三國提供資金援助成立「東南亞公約組織工程研究所」，並借用朱拉隆功大學校舍辦學。1976年，脫離東南亞公約組織獨立運作並更名亞洲理工學院。

## 專業設置

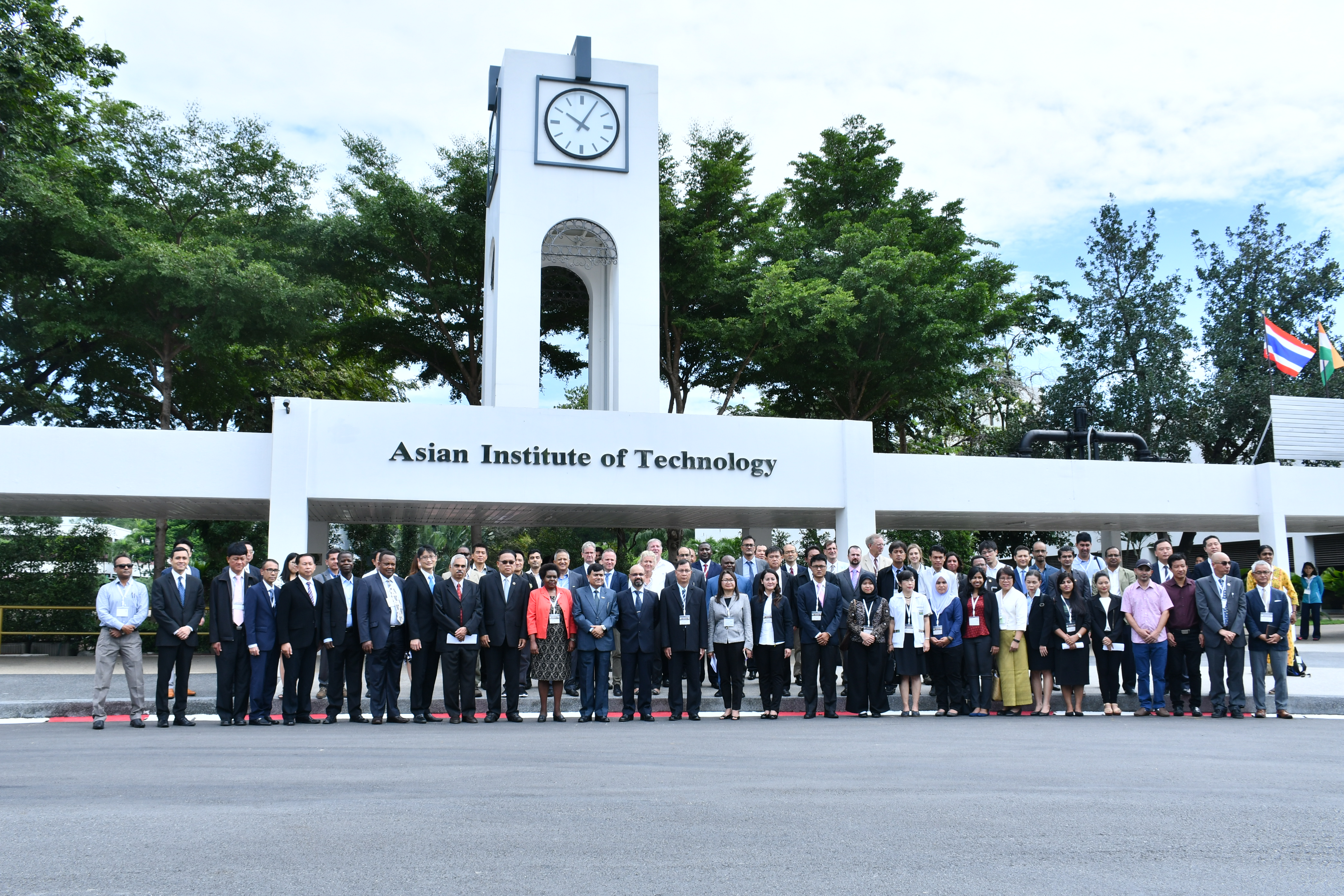
時鐘塔

- 工程技术学院（School of Engineering and Technology）
  - 土木与基建工程系
  - 工业系统工程系
  - 信息通信技术系
  - 交叉学科
- 环境、资源与发展学院（School of Environment, Resources and Development）
  - 食品、农业和生物资源系 / Food, Agriculture and Bioresources
  - 能源、环境和气候变化 / Energy, Environment and Climate Change
  - 发展与可持续发展 / Development and Sustainability
- 管理学院（School of Management）
  - 主校区（巴吞他尼）开设全日制工商管理硕士（MBA）和管理学博士(PhD)课程。曼谷校区开设全日制工商管理硕士（MBA, 晚上授课）和非全日制工商管理硕士（MBA,周末授课），和管理学博士(PhD)和工商管理博士(DBA)课程。
  - 另外，管理学院还开设以下方向的专业硕士课程：
    - 管理 / Management
    - 金融 / Finance
    - 公共管理 / Public Administration
    - 工程管理 / Engineering Management
    - 创业管理 / Entrepreneurship

## 外部連結
- 亞洲理工學院 （页面存档备份，存于） - 官方網站
- 亞洲理工學院的Facebook專頁
- 亞洲理工學院的X（前Twitter）
- Youtube - 亞洲理工學院 （页面存档备份，存于）

14°04′45″N 100°36′41″E / 14.079116666667°N 100.61135555556°E